# Typhlocybinae
Typhlocybinae zijn een onderfamilie van insecten uit de familie van de dwergcicaden (Cicadellidae).

## Taxonomie
De volgende taxa zijn bij de familie ingedeeld:
- Geslacht Direnaia Zhang & Huang 2005
  - Direnaia quadripunctata Zhang & Huang 2005
- Geslacht Indodikra Sharma 1979
- Geslacht Sharoka Sohi & Mann 1993
  - Sharoka goliath Sohi & Mann 1993
- Geslacht Xaniona Zhang & Huang 2005
  - Xaniona cerina Zhang & Huang
  - Xaniona galacta Zhang & Huang
- Geslachtengroep Alebrini McAtee, 1926
- Geslachtengroep Dikraneurini McAtee, 1926
- Geslachtengroep Empoascini
  - Geslacht Empoasca Walsh, 1862
    - Ondergeslacht Buhria Dworakowska, 1976
      - Empoasca (Buhria) angusta Dworakowska, 1976[2]

    - Ondergeslacht Empoasca Walsh, 1862[3]
      - Empoasca abaroensis Heller & Linnavuori, 1968
      - Empoasca abbreviata DeLong, 1931
      - Empoasca abietis (Matsumura, 1916)
      - Empoasca abrupta DeLong, 1931
      - Empoasca abyssinica Heller & Linnavuori, 1968
      - Empoasca acantha Davidson & DeLong, 1943
      - Empoasca acanthafera Southern & Dietrich, 2010
      - Empoasca accincta Southern, 1982
      - Empoasca aciculata Southern, 1982
      - Empoasca aculeata Young, 1953
      - Empoasca acuminata Wheeler, 1939
      - Empoasca acuticeps Linnavuori, 1960
      - Empoasca adexa Davidson & DeLong, 1943
      - Empoasca aequatorialis Paoli, 1936
      - Empoasca affinifasciata Southern, 1982
      - Empoasca affinipeba Southern & Dietrich, 2010
      - Empoasca affinis Nast, 1937
      - Empoasca albipennis Dworakowska, 1977
      - Empoasca albizziae Mahmood, Ahmed & Aslam, 1969
      - Empoasca albonota DeLong, 1931
      - Empoasca alceda Ross & Cunningham, 1960
      - Empoasca alinka Dworakowska, 1981
      - Empoasca allera DeLong & Liles, 1956
      - Empoasca alsiosa Ribaut, 1933
      - Empoasca altaica Vilbaste, 1965
      - Empoasca altmani Cunningham & Ross, 1965
      - Empoasca amara Davidson & DeLong, 1939
      - Empoasca amasa Dworakowska, 1984
      - Empoasca amoena Southern, 1982
      - Empoasca amurensis Anufriev, 1970
      - Empoasca ancella Cunningham & Ross, 1965
      - Empoasca ancistra Davidson & DeLong, 1939
      - Empoasca anfracta Southern, 1982
      - Empoasca anguina Dworakowska, 1972
      - Empoasca angustata Dmitriev & McKamey, 2013
      - Empoasca angustella DeLong, 1952
      - Empoasca angusticornis Southern, 1982
      - Empoasca anicar DeLong & Guevara, 1954
      - Empoasca anilla Ross, 1959
      - Empoasca anoteya DeLong & Guevara, 1954
      - Empoasca antioquinae Ruppel & DeLong, 1956
      - Empoasca anufrievi Dworakowska, 1974
      - Empoasca apatapeba Southern & Dietrich, 2010
      - Empoasca apibicruris Liu, 2011
      - Empoasca apicalis (Flor, 1861)
      - Empoasca apodema Ahmed, Samad & Naheed, 1981
      - Empoasca appendiculata Ara & Ahmed, 1988
      - Empoasca aracoma DeLong & Guevara, 1954
      - Empoasca arator Davidson & DeLong, 1940
      - Empoasca ariadnae Dworakowska, 1971
      - Empoasca arida DeLong, 1931
      - Empoasca arisana Matsumura, 1931
      - Empoasca armara Langlitz, 1964
      - Empoasca arqua Davidson & DeLong, 1942
      - Empoasca arta DeLong & Davidson, 1935
      - Empoasca artigasi Linnavuori & DeLong, 1977
      - Empoasca arvalis Ross, 1959
      - Empoasca aspra Davidson & DeLong, 1943
      - Empoasca asymmetra Dworakowska, 1972
      - Empoasca aviculifera Young, 1953
      - Empoasca awa Dworakowska, 1977
      - Empoasca azteca González, 1955
      - Empoasca baluchi Ahmed, Samad & Naheed, 1981
      - Empoasca banksianae Hamilton, 1982
      - Empoasca baohaiensis Dworakowska, 1972
      - Empoasca barbara Hartzell, A., 1923
      - Empoasca barbistyla Paoli, 1936
      - Empoasca bartletti Southern, 2008
      - Empoasca beckeri Ross, 1959
      - Empoasca betuleti Vilbaste, 1965
      - Empoasca biarca Davidson & DeLong, 1938
      - Empoasca bicorna DeLong & Caldwell, 1934
      - Empoasca bicuspida Davidson & DeLong, 1938
      - Empoasca bifidella Linnavuori & DeLong, 1977
      - Empoasca bifurcata DeLong, 1931
      - Empoasca binotata Singh-Pruthi, 1940
      - Empoasca bipunctulata Metcalf, 1946
      - Empoasca bispinata Davidson & DeLong, 1943
      - Empoasca bispinatella Young, 1953
      - Empoasca bivirgata Southern, 1982
      - Empoasca blaba Langlitz, 1964
      - Empoasca blada Dworakowska, 1977
      - Empoasca blendens DeLong, 1952
      - Empoasca blickenstaffi Dworakowska & Trolle, 1976
      - Empoasca boninensis (Matsumura, 1931)
      - Empoasca bordia Langlitz, 1964
      - Empoasca borowikae Dworakowska, 1976
      - Empoasca bostanensis Ahmed, Samad & Naheed, 1981
      - Empoasca bovina Caldwell, 1952
      - Empoasca brachylaminata Southern, 1982
      - Empoasca brachypennis González, 1955
      - Empoasca breviceps (Osborn, 1928)
      - Empoasca brucei Langlitz, 1964
      - Empoasca bulba Davidson & DeLong, 1943
      - Empoasca calcara DeLong, 1932
      - Empoasca calcea DeLong, 1932
      - Empoasca caldwelli Davidson & DeLong, 1943
      - Empoasca califca Southern, 1982
      - Empoasca callera DeLong & Guevara, 1954
      - Empoasca camara Davidson & DeLong, 1942
      - Empoasca campestris Naudé, 1926
      - Empoasca canalis (Osborn, 1928)
      - Empoasca canavalia DeLong, 1932
      - Empoasca canda Ross & Moore, 1957
      - Empoasca candatia Langlitz, 1964
      - Empoasca canthella Ross & Cunningham, 1960
      - Empoasca capsicae Ahmed, Samad & Naheed, 1981
      - Empoasca caraba Davidson & DeLong, 1943
      - Empoasca carneola (Osborn, 1928)
      - Empoasca caverna Davidson & DeLong, 1938
      - Empoasca celta Southern, 1982
      - Empoasca centralis (Berg, 1884)
      - Empoasca cerata Davidson & DeLong, 1943
      - Empoasca cerea DeLong, 1931
      - Empoasca chelata DeLong & Davidson, 1936
      - Empoasca chilensis Dmitriev & McKamey, 2013
      - Empoasca chloe Linnavuori, 1960
      - Empoasca chloroneura Naudé, 1926
      - Empoasca christiani Dworakowska, 1974
      - Empoasca cicerae Ahmed, Samad & Naheed, 1981
      - Empoasca cinqosa Webb, 1980
      - Empoasca cirsia Cunningham & Ross, 1965
      - Empoasca cisnora Langlitz, 1964
      - Empoasca clematidis Mitjaev, 1971
      - Empoasca clodia Eyles & Linnavuori, 1974
      - Empoasca coccinea (Fitch, 1851)
      - Empoasca cokorata Sohi & Dworakowska, 1986
      - Empoasca collarti Dworakowska, 1977
      - Empoasca colorata Linnavuori, 1960
      - Empoasca colorata rubropunctata Linnavuori, 1960
      - Empoasca comara DeLong & Guevara, 1954
      - Empoasca cona Dworakowska, 1981
      - Empoasca concava Southern, 2008
      - Empoasca concepciona Linnavuori & DeLong, 1977
      - Empoasca confusania Ghauri, 1979
      - Empoasca congrua Heller & Linnavuori, 1968
      - Empoasca consimilis Logvinenko, 1980
      - Empoasca convergens DeLong & Davidson, 1935
      - Empoasca coofa Southern, 2008
      - Empoasca corella DeLong & Guevara, 1954
      - Empoasca cornicula Dworakowska, 1994
      - Empoasca cothurna Davidson & DeLong, 1943
      - Empoasca cothurnula Young, 1953
      - Empoasca crepidula Wheeler, 1939
      - Empoasca cristata Torres, 1955
      - Empoasca cristella Ross & Cunningham, 1960
      - Empoasca crocostigmata Davidson & DeLong, 1942
      - Empoasca crocovittata Davidson & DeLong, 1942
      - Empoasca cruciata DeLong, 1952
      - Empoasca crusta Langlitz, 1964
      - Empoasca cunninghami Ross, 1959
      - Empoasca curvata Poos, 1933
      - Empoasca curvatura Davidson & DeLong, 1938
      - Empoasca curveola Oman, 1936
      - Empoasca curvexa Davidson & DeLong, 1939
      - Empoasca cyamopsae Naheed & Ahmed, 1980
      - Empoasca cypha Caldwell, 1952
      - Empoasca dactylatula Young, 1953
      - Empoasca daggyi Southern & Dietrich, 2010
      - Empoasca dahaopingensis Qin & Liu, 2011
      - Empoasca dampfi Davidson & DeLong, 1940
      - Empoasca danielsae Southern, 1982
      - Empoasca davidi Southern & Dietrich, 2010
      - Empoasca davidsoni DeLong, 1945
      - Empoasca decipiens Paoli, 1930
      - Empoasca decipiens minutissima Vilbaste, 1961
      - Empoasca deckeri Ross & Cunningham, 1960
      - Empoasca decorata Osborn, 1924
      - Empoasca decurvata Davidson & DeLong, 1938
      - Empoasca delongi Poos, 1933
      - Empoasca delta Wheeler, 1939
      - Empoasca deluda DeLong, 1931
      - Empoasca denaria Van Duzee, 1930
      - Empoasca dendritica Qin & Liu, 2011
      - Empoasca dentata DeLong & Davidson, 1935
      - Empoasca dentistylus Linnavuori, 1960
      - Empoasca deskina DeLong & Guevara, 1954
      - Empoasca diacumanis Davidson & DeLong, 1943
      - Empoasca dichotomous Zhang & Xiao, 2000
      - Empoasca dicyrta Caldwell, 1952
      - Empoasca difficilis González, 1955
      - Empoasca dilitara DeLong & Davidson, 1935
      - Empoasca dimorpha Ruppel & Romero, 1972
      - Empoasca dissensi Dworakowska, 1972
      - Empoasca distinguenda Paoli, 1932
      - Empoasca distracta DeLong & Caldwell, 1934
      - Empoasca ditata DeLong & Caldwell, 1934
      - Empoasca diverta DeLong & Davidson, 1935
      - Empoasca dolonis Oman, 1936
      - Empoasca dominica (Ghauri, 1974)
      - Empoasca dorothyi Davidson & DeLong, 1939
      - Empoasca dorsodenticulata Yu & Yang, 2014
      - Empoasca dorsovitta DeLong, 1952
      - Empoasca dubiosissima Dworakowska, 1972
      - Empoasca dubovskyi Dworakowska, 1974
      - Empoasca duodens Davidson & DeLong, 1940
      - Empoasca dutarga Ross, 1959
      - Empoasca dworakowskae Linnavuori, 1975
      - Empoasca dymarka Dworakowska, 1984
      - Empoasca ebrachiata Southern, 1982
      - Empoasca eccla Ross & Moore, 1957
      - Empoasca ecuadorensis Southern, 2006
      - Empoasca edentula Young, 1953
      - Empoasca eldadi Ahmed, 1979
      - Empoasca elongata DeLong, 1931
      - Empoasca emeljanovi Anufriev, 1973
      - Empoasca erigeron DeLong, 1931
      - Empoasca erythrocephala Wheeler, 1939
      - Empoasca esakii Linnavuori, 1960
      - Empoasca esuma Goding, 1890
      - Empoasca etroni Dworakowska, 1976
      - Empoasca excavata Linnavuori & DeLong, 1977
      - Empoasca fabae (Harris, 1841)
      - Empoasca fabalis DeLong, 1930
      - Empoasca falca DeLong & Davidson, 1935
      - Empoasca fasciata (Osborn, 1928)
      - Empoasca fenestra Ross, 1959
      - Empoasca filamenta DeLong, 1931
      - Empoasca fissurata Dworakowska, 1968
      - Empoasca flavovittella (Matsumura, 1931)
      - Empoasca fletcheri Dworakowska, 1984
      - Empoasca fontesi Young, 1956
      - Empoasca forlinda Southern, 1982
      - Empoasca formidolosa Dworakowska, 1981
      - Empoasca foxi Ross & Cunningham, 1960
      - Empoasca foxiella Cunningham & Ross, 1965
      - Empoasca fulgidula (Berg, 1895)
      - Empoasca fulvescens Dworakowska & Trolle, 1976
      - Empoasca fulvomaculata (Osborn, 1928)
      - Empoasca fumatipennis Linnavuori, 1960
      - Empoasca furcata Vilbaste, 1968
      - Empoasca furcatula Ghauri, 1979
      - Empoasca galluxa Davidson & DeLong, 1939
      - Empoasca gampsoa Davidson & DeLong, 1939
      - Empoasca gansella Ross, 1959
      - Empoasca garbata Dworakowska, 1977
      - Empoasca geniculata Southern, 1982
      - Empoasca georgii Dworakowska, 1976
      - Empoasca gerardi Dworakowska, 1974
      - Empoasca gibbosa Cunningham & Ross, 1965
      - Empoasca gibsoni Ross, 1959
      - Empoasca gigantica Davidson & DeLong, 1943
      - Empoasca giusana Hossain, Kwon, Suh & Kwon, 2019[4]
      - Empoasca gongyla Caldwell, 1952
      - Empoasca goodi Davidson & DeLong, 1943
      - Empoasca gossypii DeLong, 1932
      - Empoasca grandisoma Dworakowska, 1981
      - Empoasca guajaibona Hidalgo-Gato, 2000
      - Empoasca guatemalana (Osborn, 1928)
      - Empoasca gucia Dworakowska, 1977
      - Empoasca guevarai González, 1955
      - Empoasca gutianensis Zhang & Liu, 2011
      - Empoasca guttiformis Cunningham & Ross, 1965
      - Empoasca halaensis Naheed & Ahmed, 1980
      - Empoasca hama DeLong & Caldwell, 1934
      - Empoasca hamata DeLong, 1931
      - Empoasca hamiltoni Dworakowska, 1977
      - Empoasca hankaensis Vilbaste, 1966
      - Empoasca hardini Langlitz, 1964
      - Empoasca hastosa Ross & Moore, 1957
      - Empoasca haywardi Ross, 1959
      - Empoasca hecta Davidson & DeLong, 1939
      - Empoasca heliophila Cogan, 1916
      - Empoasca helleri Dworakowska, 1972
      - Empoasca hepneri Dworakowska, 1974
      - Empoasca hiromichii (Matsumura, 1931)
      - Empoasca houbeni Dworakowska, 1974
      - Empoasca hyadas (Kirkaldy, 1907)
      - Empoasca hyalina (Osborn, 1928)
      - Empoasca imbongae Dworakowska, 1977
      - Empoasca inaequiformis Cunningham & Ross, 1965
      - Empoasca incoata Ross, 1959
      - Empoasca incompta Southern, 1982
      - Empoasca ingena Davidson & DeLong, 1942
      - Empoasca insularis Oman, 1936
      - Empoasca interrupta Dworakowska, 1976
      - Empoasca irrita Davidson & DeLong, 1943
      - Empoasca ishiharai Anufriev, 1973[5]
      - Empoasca jalapa DeLong, 1952
      - Empoasca jigongshana Cai & Shen, 1999
      - Empoasca joshuai Southern, 2006
      - Empoasca juchani Anufriev, 1973
      - Empoasca jugana Southern, 1982
      - Empoasca junipera DeLong, 1931
      - Empoasca juniperina Linnavuori, 1965
      - Empoasca kabalensis Ahmed, 1979
      - Empoasca kantipurensis Thapa, 1985
      - Empoasca karatavica Mitjaev, 1969
      - Empoasca kerri Singh-Pruthi, 1940
      - Empoasca khaliquei Ahmed, Samad & Naheed, 1981
      - Empoasca khurshidi Ahmed, 1979
      - Empoasca kigeziensis Ahmed, 1979
      - Empoasca kipsigiensis Dworakowska & Trolle, 1976
      - Empoasca knighti Dworakowska, 1974
      - Empoasca knudseni Dworakowska, 1973
      - Empoasca knulli Davidson & DeLong, 1939
      - Empoasca kontkaneni Ossiannilsson, 1949
      - Empoasca koreckae Dworakowska & Lauterer, 1975
      - Empoasca koshunensis Schumacher, 1915
      - Empoasca kraemeri Ross & Moore, 1957
      - Empoasca kudlata Dworakowska, 1981
      - Empoasca kulka Dworakowska, 1977
      - Empoasca laceiba Ross & Cunningham, 1960
      - Empoasca lata DeLong & Caldwell, 1934
      - Empoasca latarca Davidson & DeLong, 1938
      - Empoasca lauta Davidson & DeLong, 1942
      - Empoasca lautereri Mitjaev, 1980
      - Empoasca lecta Southern, 1982
      - Empoasca ledesma Ross, 1959
      - Empoasca liberiana Dworakowska, 1981
      - Empoasca lijiangensis Liu, 2011
      - Empoasca lillae Dworakowska, 1980
      - Empoasca limbifera (Matsumura, 1931)
      - Empoasca lineata Baker, 1903
      - Empoasca linnavuoriorum Dworakowska, 1973
      - Empoasca lipcowa Dworakowska, 1982
      - Empoasca livara Dworakowska & Sohi, 1978
      - Empoasca longa Zhang & Liu, 2011[6]
      - Empoasca longibrachiata Southern, 1982
      - Empoasca longispina Oman, 1936
      - Empoasca loregia Ross, 1959
      - Empoasca loreta Ross, 1959
      - Empoasca lorifera Southern, 1982
      - Empoasca lulupa Dworakowska, 1977
      - Empoasca maculosa (Osborn, 1928)
      - Empoasca madra Davidson & DeLong, 1939
      - Empoasca majowa Dworakowska, 1972
      - Empoasca malgaska Dworakowska, 1981
      - Empoasca manda Davidson & DeLong, 1939
      - Empoasca manubriata Young, 1953
      - Empoasca mardanensis Ahmed, Samad & Naheed, 1981
      - Empoasca margaritae Southern, 2006
      - Empoasca marquesana Osborn, 1934
      - Empoasca marsupifera Young, 1953
      - Empoasca martorelli Metcalf, 1955
      - Empoasca masoodi Naheed & Ahmed, 1980
      - Empoasca matsudai Dworakowska, 1972
      - Empoasca megalophylla Qin & Liu, 2011
      - Empoasca melli Dworakowska, 1972
      - Empoasca mergata Ross, 1959
      - Empoasca metana DeLong & Guevara, 1954
      - Empoasca mexara Ross & Moore, 1957
      - Empoasca mexicana Gillette, 1898
      - Empoasca millsi Ross, 1959
      - Empoasca minetra Cunningham & Ross, 1965
      - Empoasca minor Zachvatkin, 1935
      - Empoasca mira Knull, 1951
      - Empoasca missiona Oman, 1936
      - Empoasca mochidai Dworakowska, 1972
      - Empoasca monrosi Ross, 1959
      - Empoasca montana Caldwell, 1952
      - Empoasca monticola Heller & Linnavuori, 1968
      - Empoasca morindae Metcalf, 1946
      - Empoasca morrisoni Hartzell, A., 1923
      - Empoasca mosella DeLong & Guevara, 1954
      - Empoasca motti Singh-Pruthi, 1940
      - Empoasca multicornis Southern, 1982
      - Empoasca multidentata Southern, 1982
      - Empoasca muricata Caldwell, 1952
      - Empoasca mysia Dworakowska, 1977
      - Empoasca naudei Metcalf, 1968
      - Empoasca necyla Davidson & DeLong, 1939
      - Empoasca nella Southern & Dietrich, 2010
      - Empoasca nema Davidson & DeLong, 1939
      - Empoasca neocurspina Southern, 1982
      - Empoasca neogaea Southern, 1982
      - Empoasca nesolina Osborn, 1934
      - Empoasca ngatpangensis Linnavuori, 1960
      - Empoasca ngongensis Dworakowska, 1977
      - Empoasca niaraca Ghauri, 1979
      - Empoasca nigerica Dworakowska, 1976
      - Empoasca nihila Caldwell, 1952
      - Empoasca niuensis Eyles & Linnavuori, 1974
      - Empoasca nocturna Linnavuori, 1960
      - Empoasca nodosa Cunningham & Ross, 1965
      - Empoasca norcasta Southern, 1982
      - Empoasca ntaga Dworakowska, 1981
      - Empoasca nubecula Dworakowska, 1977
      - Empoasca obliqua Caldwell, 1952
      - Empoasca obstipa Davidson & DeLong, 1942
      - Empoasca ocala Davidson & DeLong, 1939
      - Empoasca occidentalis DeLong & Davidson, 1935
      - Empoasca oculea (Osborn, 1928)
      - Empoasca okadai Dworakowska, 1982
      - Empoasca olara Langlitz, 1964
      - Empoasca olivatula Osborn, 1928
      - Empoasca omani Davidson & DeLong, 1942
      - Empoasca omani var. iguala Davidson & DeLong, 1942
      - Empoasca ophiodera Ross & Cunningham, 1960
      - Empoasca opulenta (Distant, 1918)
      - Empoasca originalis González, 1955
      - Empoasca ornata (Osborn, 1928)
      - Empoasca ornatella Young, 1952
      - Empoasca orthodens Davidson & DeLong, 1938
      - Empoasca osca Dworakowska, 1976
      - Empoasca ossiannilssoni Nuorteva, 1948
      - Empoasca pacifica Vilbaste, 1968
      - Empoasca packa Dworakowska, 1977
      - Empoasca pallida Gillette, 1898
      - Empoasca pallidula DeLong, 1931
      - Empoasca palgongsana Hossain, Kwon, Suh & Kwon, 2019[4]
      - Empoasca panda DeLong, 1931
      - Empoasca panisca Ross & Moore, 1957
      - Empoasca papae Ruppel & DeLong, 1956
      - Empoasca papayae Oman, 1937
      - Empoasca paragucia Fletcher & Liu, 2011
      - Empoasca paraobliqua Ghauri, 1964
      - Empoasca paraparvipenis Zhang & Liu, 2008
      - Empoasca parastriata Ahmed, Samad & Naheed, 1981
      - Empoasca parvicornis Southern, 1982
      - Empoasca parvipenis Dworakowska, 1994
      - Empoasca peba Southern & Dietrich, 2010
      - Empoasca peculiaris (Ramakrishnan & Menon, 1972)
      - Empoasca pedifera Young, 1953
      - Empoasca peregrina Oman, 1936
      - Empoasca perelegans Oman, 1936
      - Empoasca pergrada Davidson & DeLong, 1938
      - Empoasca perlonga Davidson & DeLong, 1938
      - Empoasca persicae Ahmed, Samad & Naheed, 1981
      - Empoasca petona DeLong & Liles, 1956
      - Empoasca pexa Southern & Dietrich, 2010
      - Empoasca phaseola Oman, 1936
      - Empoasca photophila (Berg, 1879)
      - Empoasca picta Osborn, 1924
      - Empoasca pictifrons (Osborn, 1928)
      - Empoasca pikna Dworakowska, 1972
      - Empoasca pikna piknala Ghauri, 1979
      - Empoasca pinella Davidson & DeLong, 1939
      - Empoasca pinjorensis Sohi, Mann & Shenhmar, 1987
      - Empoasca pipturi Metcalf, 1946
      - Empoasca pitiensis Metcalf, 1946
      - Empoasca planata Ahmed, Samad & Naheed, 1981
      - Empoasca plebeia DeLong & Davidson, 1935
      - Empoasca plectilis Southern, 1982
      - Empoasca plex Southern, 1982
      - Empoasca polyprocessa Fletcher & Liu, 2011
      - Empoasca ponderosa DeLong & Davidson, 1935
      - Empoasca pretoriana Dworakowska, 1977
      - Empoasca profusa Ahmed & Samad, 1972
      - Empoasca prona Davidson & DeLong, 1940
      - Empoasca pronula Southern, 1982
      - Empoasca protea Cogan, 1916
      - Empoasca pseudosetigera Caldwell, 1952
      - Empoasca puncticeps Linnavuori, 1960
      - Empoasca punena Torres, 1960
      - Empoasca punjabensis Singh-Pruthi, 1940
      - Empoasca punjabensis turanica Zachvatkin, 1947
      - Empoasca pyramidata DeLong & Caldwell, 1934
      - Empoasca quadra DeLong, 1982
      - Empoasca quadrifida Southern, 1982
      - Empoasca quadripunctata Evans, 1942
      - Empoasca quintapunctata Davidson & DeLong, 1943
      - Empoasca racina DeLong & Liles, 1956
      - Empoasca radha Distant, 1918
      - Empoasca radiata Gillette, 1898
      - Empoasca ramosa Caldwell, 1952
      - Empoasca ratio DeLong & Davidson, 1935
      - Empoasca ratka Dworakowska, 1977
      - Empoasca recta DeLong & Caldwell, 1934
      - Empoasca recursa Southern, 1982
      - Empoasca recurvata DeLong, 1931
      - Empoasca reducta Dworakowska, 1972
      - Empoasca reflexa DeLong, 1932
      - Empoasca remanei Dworakowska, 1974
      - Empoasca resona DeLong & Guevara, 1954
      - Empoasca resupina Davidson & DeLong, 1940
      - Empoasca revoluta Southern, 1982
      - Empoasca rex Southern, 1982
      - Empoasca ricei Dworakowska & Pawar, 1974
      - Empoasca riessae González, 1955
      - Empoasca robacki Ross & Cunningham, 1960
      - Empoasca rojasi Southern, 1982
      - Empoasca ruandae Dworakowska, 1977
      - Empoasca rubrarea Wheeler, 1939
      - Empoasca rubrarea var. indistincta Wheeler, 1939
      - Empoasca rubraza Oman, 1936
      - Empoasca rubricunda DeLong, 1982
      - Empoasca rubromaculata Osborn, 1928
      - Empoasca ruficeps Van Duzee, 1917
      - Empoasca rumexa Davidson & DeLong, 1943
      - Empoasca rura Dworakowska, 1980
      - Empoasca rwenzoriensis Einyu & Ahmed, 1980
      - Empoasca sagitta Davidson & DeLong, 1939
      - Empoasca salazari Southern, 1982
      - Empoasca salinarum (Berg, 1879)
      - Empoasca sama Dworakowska, 1977
      - Empoasca sanguinea (Gillette & Baker, 1895)
      - Empoasca saopa Dworakowska, 1976
      - Empoasca sativae Poos, 1933
      - Empoasca saxosa Cunningham & Ross, 1965
      - Empoasca schiemenzi Dworakowska, 1974
      - Empoasca scinda Ruppel & DeLong, 1956
      - Empoasca semanta Davidson & DeLong, 1943
      - Empoasca serpula Davidson & DeLong, 1943
      - Empoasca serrata Vilbaste, 1965
      - Empoasca serrator Young, 1953
      - Empoasca serrula Davidson & DeLong, 1940
      - Empoasca sesamae Naheed & Ahmed, 1980
      - Empoasca sessibulis Southern, 1982
      - Empoasca setata DeLong & Davidson, 1936
      - Empoasca setigera Oman, 1936
      - Empoasca setsukoae Linnavuori, 1975
      - Empoasca shokella (Matsumura, 1931)
      - Empoasca sibirica Vilbaste, 1965
      - Empoasca sichotana Anufriev, 1973
      - Empoasca sidamoensis Heller & Linnavuori, 1968
      - Empoasca silukoa Dworakowska, 1981
      - Empoasca silvatica Vilbaste, 1968
      - Empoasca silvicola Dworakowska, 1972
      - Empoasca simbava Dworakowska, 1981
      - Empoasca sindhensis Naheed & Ahmed, 1980
      - Empoasca singala Ghauri, 1979
      - Empoasca sinusina Ross & Cunningham, 1960
      - Empoasca sirra Dworakowska, 1977
      - Empoasca snowi Gillette, 1898
      - Empoasca sobella DeLong & Liles, 1956
      - Empoasca solana DeLong, 1931
      - Empoasca solani (Curtis, 1846)
      - Empoasca sonorana Wheeler, 1940
      - Empoasca sororcula Dworakowska, 1972
      - Empoasca spatna Dworakowska, 1977
      - Empoasca speciosa Young, 1953
      - Empoasca spiculata Yu & Yang, 2014
      - Empoasca spinosa Ahmed & Samad, 1972
      - Empoasca spinuloides Cunningham & Ross, 1965
      - Empoasca spira DeLong & Caldwell, 1934
      - Empoasca spirosa Dworakowska & Viraktamath, 1979
      - Empoasca squamosa Dworakowska, 1981
      - Empoasca stalsisa Davidson & DeLong, 1943
      - Empoasca stata Dworakowska, 1980
      - Empoasca stevensi Young, 1953
      - Empoasca styliformis Cunningham & Ross, 1965
      - Empoasca suata Dworakowska, 1997
      - Empoasca sudanica Dworakowska, 1976
      - Empoasca sundaica Bergman, 1956
      - Empoasca syedi Ahmed, Samad & Naheed, 1981
      - Empoasca tabaci Singh-Pruthi, 1940
      - Empoasca tamiama Davidson & DeLong, 1939
      - Empoasca tanova Dworakowska, 1980
      - Empoasca tapicata Southern, 1982
      - Empoasca taraxa Caldwell, 1952
      - Empoasca tasta Dworakowska, 1981
      - Empoasca tastara Dworakowska, 1980
      - Empoasca tavuaensis Linnavuori, 1960
      - Empoasca tecpatana Ross & Cunningham, 1960
      - Empoasca tectona Davidson & DeLong, 1943
      - Empoasca telpa Southern, 1982
      - Empoasca teneris Ross & Cunningham, 1960
      - Empoasca tepona DeLong & Guevara, 1954
      - Empoasca tergata (McAtee, 1926)
      - Empoasca tetronis Ross, 1959
      - Empoasca thela Davidson & DeLong, 1939
      - Empoasca theroni (Gerard, 1972)
      - Empoasca tincta DeLong, 1931
      - Empoasca todo (Matsumura, 1931)
      - Empoasca tolana DeLong & Guevara, 1954
      - Empoasca tolinda DeLong & Guevara, 1954
      - Empoasca torqua DeLong & Davidson, 1935
      - Empoasca triangularis Dworakowska, 1994
      - Empoasca triangulifera Young, 1953
      - Empoasca trifurcata Oman, 1936
      - Empoasca trindula Southern, 1982
      - Empoasca tripunctata Davidson & DeLong, 1943
      - Empoasca tritabulata Young, 1953
      - Empoasca truncata Young, 1953
      - Empoasca tuba Dworakowska, 1980
      - Empoasca uapouensis Osborn, 1934
      - Empoasca ulusa Davidson & DeLong, 1942
      - Empoasca unca DeLong & Davidson, 1935
      - Empoasca undulata Zhang & Liu, 2011
      - Empoasca unicornis Southern, 1982
      - Empoasca ura Dworakowska, 1981
      - Empoasca usata Dworakowska, 1977
      - Empoasca ussurica Vilbaste, 1968
      - Empoasca utrica Davidson & DeLong, 1939
      - Empoasca uvalda Davidson & DeLong, 1939
      - Empoasca uzbekorum Zachvatkin, 1953
      - Empoasca valvata (Osborn, 1923)
      - Empoasca vargasi Southern, 1982
      - Empoasca vazquezae González, 1955
      - Empoasca venusta DeLong & Davidson, 1935
      - Empoasca verdia Ross & Moore, 1957
      - Empoasca vergena DeLong & Caldwell, 1934
      - Empoasca versicolor Southern, 1982
      - Empoasca veta Southern, 1982
      - Empoasca viburni Vilbaste, 1968
      - Empoasca vickiae Liu, 2011
      - Empoasca vidanoi Dworakowska, 1974
      - Empoasca vietnamica Dworakowska, 1972
      - Empoasca villiersi Dworakowska, 1974
      - Empoasca vincula DeLong, 1931
      - Empoasca violinata Southern, 1982
      - Empoasca viridelutea Dlabola, 1967
      - Empoasca vitiensis (Kirkaldy, 1906)
      - Empoasca vitiensis vinicolor Linnavuori, 1960
      - Empoasca vitis (Göthe, 1875)
      - Empoasca volsella Hamilton, 1987
      - Empoasca warchalowskii Dworakowska, 1972
      - Empoasca widlasta Dworakowska, 1977
      - Empoasca williamsae Southern, 1982
      - Empoasca willinki Young, 1953
      - Empoasca wolcotti Young, 1953
      - Empoasca xanthopus Linnavuori, 1960
      - Empoasca yanhuana Kuoh, 1981
      - Empoasca yona Metcalf, 1946
      - Empoasca yubocola Dworakowska, 1977
      - Empoasca yusti Young, 1956
      - Empoasca zanclus Hamilton, 1987
      - Empoasca zapoides Ross, 1959
      - Empoasca zebulona DeLong & Liles, 1956
      - Empoasca zonalis (Osborn, 1928)
      - Empoasca zyxa Caldwell, 1952
- Geslachtengroep Erythroneurini Young, 1952
- Geslachtengroep Typhlocybini Kirschbaum, 1868
- Geslachtengroep  † Protodikraneurini Gębicki &  Szwedo, 2006[7]
  - Geslacht  † Microelectrona Szwedo & Gebicki, 2010[8]
    -  † Microelectrona cladara Szwedo & Gebicki, 2010

  - Geslacht ' † 'Protodikraneura Gebicki & Szwedo, 2006
    -  † Protodikraneura cephalica Gebicki & Szwedo, 2006
    -  † Protodikraneura ferraria Szwedo & Gebicki, 2008
    -  † Protodikraneura nasti Gebicki & Szwedo, 2006

  - Geslacht  † Stareono Gebicki & Szwedo, 2006
    -  † Stareono mirabilis Gebicki & Szwedo, 2006